# Желтобрюхий сурок
Желтобрюхий сурок (лат. Marmota flaviventris) — вид сурков, обитающий в Северной Америке.

## Описание
Мех желтобрюхого сурка серо-бурого цвета на спине и жёлто-коричневого на брюхе. Самцы достигают длины тела от 49 до 70 см, самки — от 47 до 67 см. Вес самцов достигает от 3 до 5 кг, самок — от 1,5 до 4 кг.

### Звуковые сигналы
У этого сурка есть восемь звуковых сигналов, которые он использует при общении с сородичами. При этом передаётся значительно больший объём информации, поскольку каждый сигнал в конкретной обстановке сообщает о чём-то своём, и разнообразие ситуаций определяет разнообразие смыслов сигнала.

## Распространение
Животные распространены на западе США и Канады, включая Сьерру-Неваду и Скалистые горы, в альпийских высотных регионах на высоте 2 000 м.

## Питание
Питание состоит преимущественно из трав, листьев, цветков, саранчи и яиц птиц.

## Размножение
Самец живёт с четырьмя самками. Через 30—32 дня беременности самка приносит, как правило, 3—5 детёнышей. Они покидают нору примерно через 3 недели. Половозрелость наступает на второй год.